# Samuel Heinrich Hall
Samuel Heinrich Hall (* 2. März 1819 in Herzhorn; † 22. Oktober 1896 in Celle) war Jurist und Mitglied des Deutschen Reichstags.

## Leben
Hall besuchte das Gymnasium in Glückstadt und studierte Rechtswissenschaften in Kiel, Jena und Leipzig. Während seines Studiums wurde er 1838 Mitglied der Burschenschaft Albertina Kiel, 1839 der Jenaischen Burschenschaft/Fürstenkeller Jena und der Leipziger Burschenschaft. Von 1845 bis 1864 war er Rechtsanwalt in Glückstadt und von 1864 bis 1867 Appellationsgerichtsrat in Flensburg und seit 1867 in Kiel.
Von 1870 bis 1873 war er Mitglied des Preußischen Abgeordnetenhauses und von 1877 bis 1881 des Deutschen Reichstags für den Wahlkreis Provinz Schleswig-Holstein 5 (Dithmarschen) und die Nationalliberale Partei.